# Victor J. Zolfo
Victor J. Zolfo é um decorador de arte estadunidense. Venceu o Oscar de melhor direção de arte na edição de 2009 por The Curious Case of Benjamin Button, ao lado de Donald Graham Burt.